# Julius Elster
Julius Elster (Blankenburg, 1854 – Wolfenbüttel, 1920) è stato un fisico tedesco.
Ha svolto importanti ricerche, in collaborazione con Hans Geitel, sull'elettricità atmosferica accertando (1899) che la conducibilità elettrica dell'aria è dovuta alla presenza di ioni. Studiò anche l'effetto fotoelettrico collaborando alla creazione del primo fototubo. Condusse inoltre studi sui fenomeni di decadimento delle sostanze radioattive.